# Darius Khondji
Darius Khondji (en persan : داریوش خنجی), né le 21 octobre 1955 à Téhéran en Iran, est un directeur de la photographie franco-iranien. Il a tourné avec, entre autres, Jean-Pierre Jeunet, David Fincher, Bernardo Bertolucci, Alan Parker, Neil Jordan, Roman Polanski, Danny Boyle, Woody Allen, Sydney Pollack, Michael Haneke, Wong Kar-wai, James Gray, Bong Joon-ho ou, plus récemment, Nicolas Winding Refn et Joshua et Ben Safdie.

## Biographie

### Enfance
Darius Khondji est né d'un père iranien et d'une mère française, originaire d'Alençon en Normandie. Il est le dixième et dernier enfant de la fratrie. Dès son plus jeune âge, sa nourrice l'emmène en landau au cinéma et ils restent tous les deux, plongés dans le noir à regarder des films d'Egypte, d'Inde, d'Italie et d'autres pays d'Europe. Son père achète et vend du tissu fabriqué à l'étranger. Un jour, son père a l'idée de fabriquer son propre coton sur place au lieu de l'importer. Il part à Manchester pour acheter des machines et les rapatrie en bateau au sud de l'Iran, où il crée la première usine de coton du pays. Après cela, il décide d'investir dans le cinéma. Avec l'argent du coton, il achète deux des plus grandes salles de Cinéma de Téhéran puis se met à voyager en Europe - surtout en Italie et en France - pour trouver des films à projeter dans ses salles. Son père rencontre sa mère lors d'un bal de charité à Manchester. Après leur mariage, ses parents déménagent en Inde avant de revenir en Iran. Ils décident de s'installer en Europe, notamment pour se rapprocher des sociétés qui fournissaient les films pour les salles. En 1958, Darius Khondji a 3 ans quand sa famille arrive à Rome, ils logent dans un hôtel Excelsior sur la Via Veneto. Un jour, n'étant qu'avec sa sœur ainée, il sort en courant de l'hôtel pour aller dans un magasin de jouets mais ne retrouve plus son chemin pour revenir à l'hôtel. Un carabinier le trouve mais ne comprend pas sa langue car il ne parle que le farsi. N'ayant pas d'enfant, le carabinier et sa femme veulent l'adopter mais avant cela, le laissent dans un couvent de nonnes à Trinità dei Monti, où il reste 3 jours. Pendant ce temps, les parents de Khondji font paraître un avis de recherche dans les journaux locaux et c'est ainsi qu'ils le retrouvent. À la suite de cela, son père ne veut plus rester à Rome et ils s'installent en France. Ils séjournent dans un premier temps sur la Côte d'Azur puis dans une maison près de Paris à Vaucresson.
Vers l'âge de ses douze ans, Darius Khondji commence à tourner des films en super 8 parfois sur les vampires. Mauvais élève, il passe ses journées dans des séances de cinéma et de karaté.

### Études et débuts
En 1976, il obtient son bac et sa première ceinture noire. Son père décède et avec l'argent hérité, il choisit de faire une école de cinéma aux Etats-Unis. Il étudie à NYU (New York University). Il arrive à New York et passe son temps à aller au musée, à voir des tableaux au Metropolitan Museum of Art et à la Frick Collection en attendant que les cours de NYU commencent. Il suit aussi les cours de l'International Center of Photography (ICP). Son professeur de Cinéma était convaincu qu'il serait réalisateur mais Darius Khondji préfère filmer les projets des autres et envisage de devenir directeur de la photographie. Il reste deux ans à la NYU et retourne en France avec l'intention d'être directeur de la photographie. Il rencontre Eduardo Serra, assistant réalisateur à l'époque et commence à travailler en tant que second assistant caméra.

## Filmographie

### Longs métrages

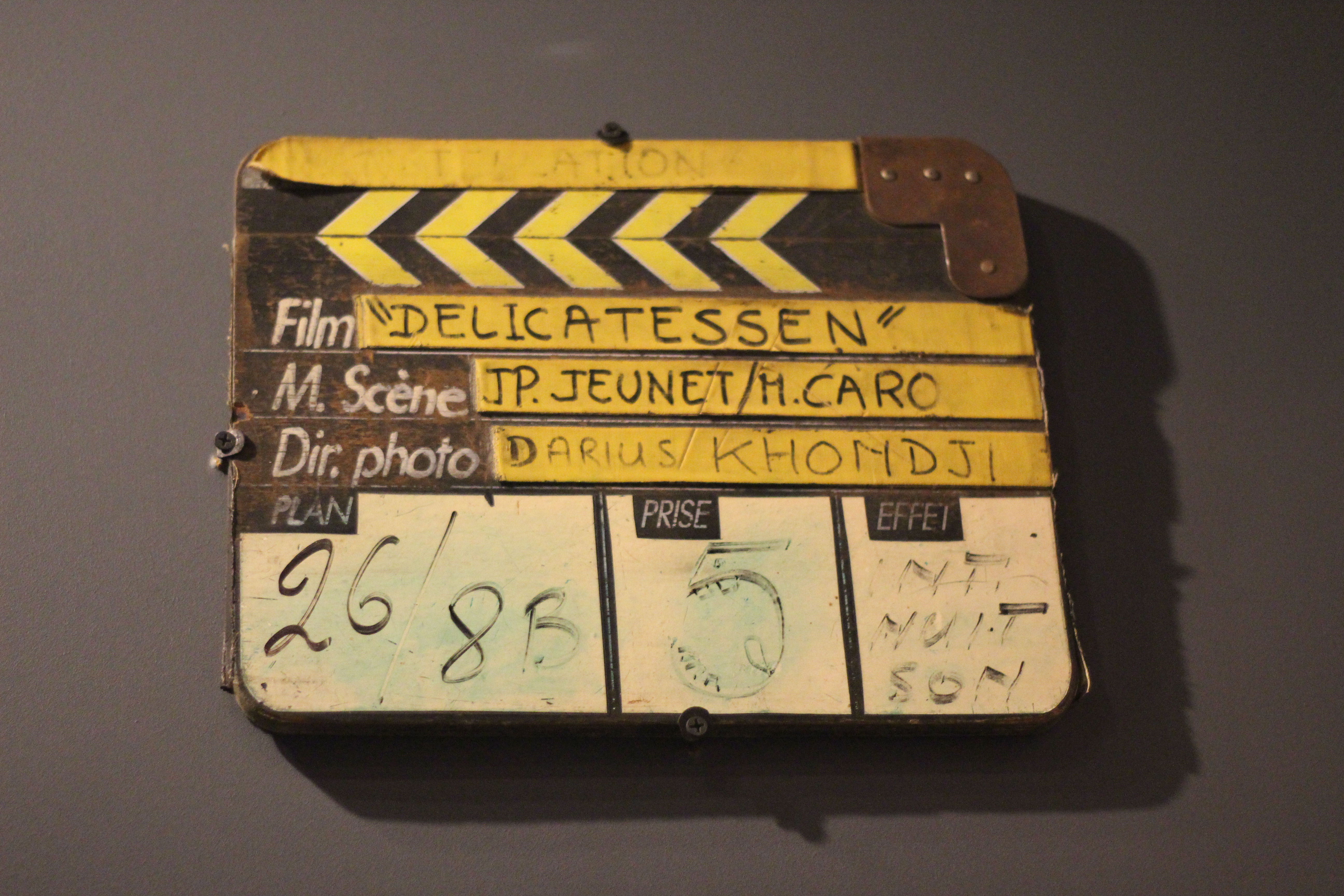
Clap de Delicatessen, mentionnant son nom.

- 1989 : Embrasse-moi de Michèle Rosier
- 1990 : Le Trésor des îles Chiennes de F. J. Ossang
- 1991 : Delicatessen de Jean-Pierre Jeunet et Marc Caro
- 1992 : Prague (en) de Ian Sellar
- 1993 : L'Ombre du doute d'Aline Issermann
- 1995 : La Cité des enfants perdus de Jean-Pierre Jeunet et Marc Caro
- 1995 : Marie-Louise ou la Permission de Manuel Flèche
- 1995 : Se7en de David Fincher
- 1996 : Beauté volée (Stealing Beauty) de Bernardo Bertolucci
- 1996 : Evita d'Alan Parker
- 1997 : Alien, la résurrection (Alien: Resurrection) de Jean-Pierre Jeunet
- 1999 : Prémonitions (In Dreams) de Neil Jordan
- 1999 : La Neuvième Porte (The Ninth Gate) de Roman Polanski
- 2000 : La Plage (The Beach) de Danny Boyle
- 2002 : Panic Room de David Fincher
- 2003 : Anything Else de Woody Allen
- 2003 : Poem – Ich setzte den Fuß in die Luft und sie trug (de) (Hilde Domin) de Ralf Schmerberg (de)
- 2004 : La Plus Belle Victoire (Wimbledon) de Richard Loncraine
- 2005 : L'Interprète (The Interpreter) de Sydney Pollack
- 2006 : Zidane, un portrait du XXIe siècle de Douglas Gordon et Philippe Parreno
- 2007 : Funny Games U.S. de Michael Haneke
- 2007 : My Blueberry Nights de Wong Kar-wai
- 2008 : Les Ruines (The Ruins) de Carter Smith
- 2009 : Chéri de Stephen Frears
- 2011 : Minuit à Paris (Midnight in Paris) de Woody Allen
- 2012 : Amour de Michael Haneke
- 2012 : To Rome with Love de Woody Allen
- 2013 : The Immigrant de James Gray
- 2014 : Jane Got a Gun de Gavin O'Connor
- 2014 : Magic in the Moonlight de Woody Allen
- 2015 : L'Homme irrationnel (Irrational Man) de Woody Allen
- 2016 : The Lost City of Z de James Gray
- 2017 : Okja de Bong Joon-ho
- 2019 : Uncut Gems de Joshua et Ben Safdie
- 2022 : Bardo d'Alejandro González Iñárritu
- 2022 : Armageddon Time de James Gray
- 2024 : Mickey 17 de Bong Joon-ho
- 2025 : Eddington d'Ari Aster
- 2025 : Marty Supreme de Josh Safdie

### Série télévisée

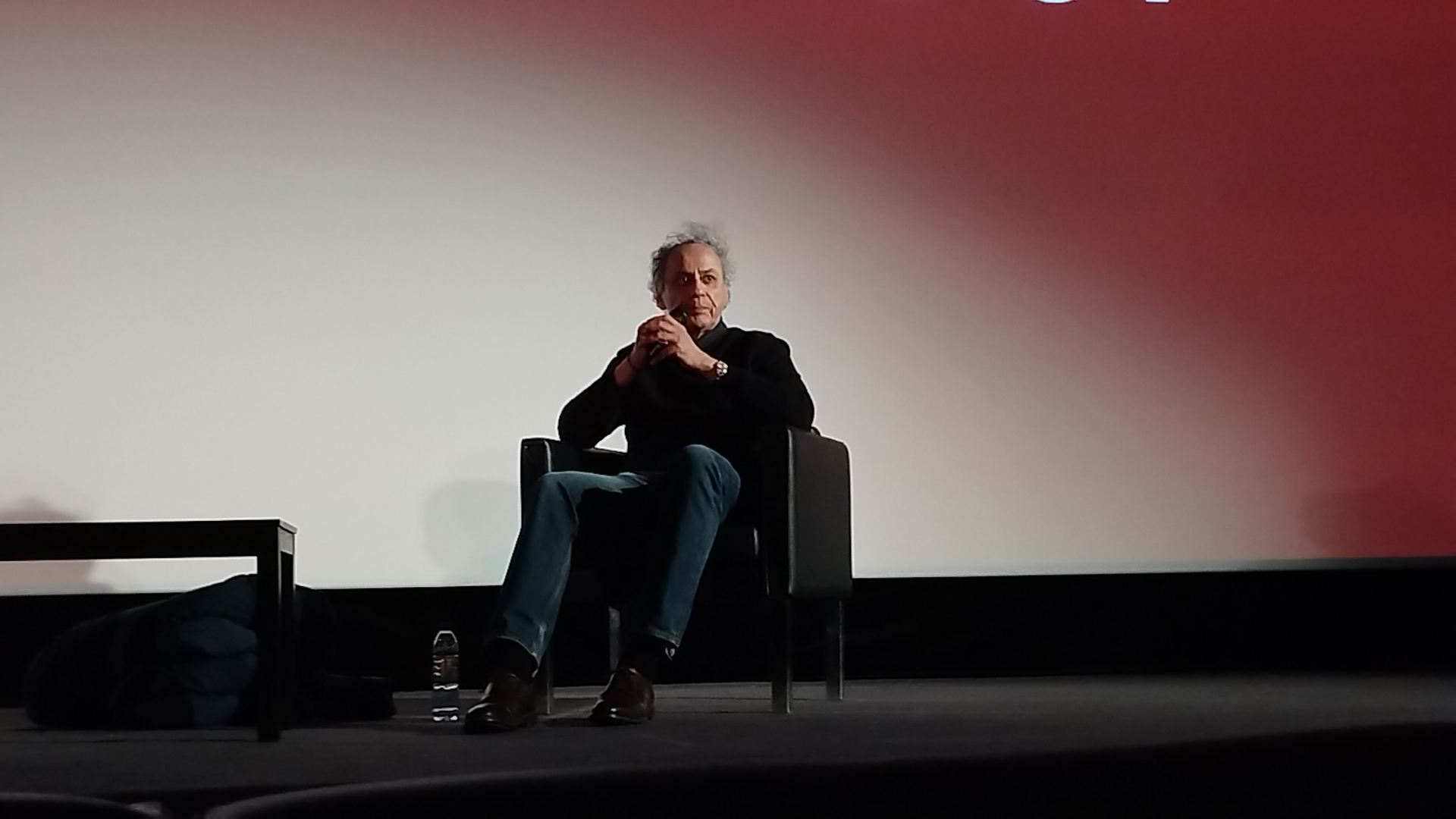
Darius Khondji à propos de Bardo en février 2023.

- 2019 : Too Old to Die Young de Nicolas Winding Refn pour Prime Video

### Courts métrages
- 1984 : Courtes chasses de Manuel Flèche
- 1985 : Classique de Christian Vincent
- 1986 : Sur les talus de Laurence Ferreira Barbosa
- 1988 : Une femme pour l'hiver de Manuel Flèche
- 1988 : K.O.K. de Régine Chopinot
- 1991 : Le trou de la corneille de François Hanss
- 2002 : Tooba de Shirin Neshat
- 2006 : Nina d'Eugenio Recuenco
- 2008 : Protect You + Me. de Brady Corbet
- 2011 : C.H.Z de Philippe Parreno
- 2011 : Marry the Night de Lady Gaga
- 2013 : Prada: Candy de Wes Anderson et Roman Coppola
- 2013 : Illusions & Mirrors de Shirin Neshat
- 2013 : Castello Cavalcanti de Wes Anderson
- 2019 : Anima de Paul Thomas Anderson

Darius Khondji a également été le directeur de la photographie de quelques-uns des clips réalisés par Chris Cunningham, notamment Frozen pour Madonna, Afrika Shox pour Leftfield, de la publicité pour Nissan Engine ou du clip Marcy Me de Jay-Z réalisé par Joshua et Ben Safdie.

## Distinctions

### Récompenses
- Festival Les Rencontres d'Arles 2010 : Prix Découverte
- New York Film Critics Circle Awards 2014 : meilleure photographie pour The Immigrant
- Festival de Cannes 2022 : Prix Pierre Angénieux

### Nominations
- César 1992 : Meilleure photographie pour Delicatessen
- César 1996 : Meilleure photographie pour La Cité des enfants perdus
- Oscars 1997 : Meilleure photographie pour Evita
- César 2013 : Meilleure photographie pour Amour
- Oscars 2023 : Meilleure photographie pour Bardo

### Décoration
- Chevalier de la Légion d'honneur (14 juillet 2018)[2]